# Giez (Alta Saboia)
Giez é uma comuna francesa na região administrativa de Auvérnia-Ródano-Alpes, no departamento da Alta Saboia. Estende-se por uma área de 12.65 km². Em 2010 a comuna tinha 540 habitantes (densidade: 42,7 hab./km²).